# Üzbég kánok listája
Az alábbi lista az Üzbég Kánság (Transzoxánia) uralkodóit tartalmazza 1500-tól 1601-ig.
| Dinasztia  | Uralkodó                          | Uralkodott                    | Megjegyzés                                      |
| ---------- | --------------------------------- | ----------------------------- | ----------------------------------------------- |
| Sajbánidák | Mohammed Sajbáni (*1451)          | kán: 1500, †1510. december 2. | Sáh Budak fia, Abú al-Khair szibir kán unokája. |
| Sajbánidák | Kúcskúndzsi Mohammed (*1452)      | kán: 1510, †1530              | Abú al-Khair fia.                               |
| Sajbánidák | Abuszaíd (*1472)                  | kán: 1530, †1533              | Kúcskúndzsi fia.                                |
| Sajbánidák | Ubajdalláh (*1487)                | kán: 1533, †1540              | Mahmúd fia, Sáh Budak unokája.                  |
| Sajbánidák | I. Abdalláh                       | kán: 1540, †1541              | Kúcskúndzsi fia.                                |
| Sajbánidák | Abdallatíf (*1511)                | kán: 1541, †1552              | Abdalláh testvére.                              |
| Sajbánidák | Naurúz Ahmad (Barak) (*1528)      | kán: 1552, †1556              | Szujúndzsuk fia, Abdallatíf unokatestvére.      |
| Sajbánidák | I. Pír Mohammed (*1511)           | kán: 1556, †1561              | Dzsáni bég fia, Naurúz unokatestvére.           |
| Sajbánidák | Iszkandar (*1512)                 | kán: 1561, †1583              | Dzsáni bég fia, I. Pír Mohammed testvére.       |
| Sajbánidák | II. Abdalláh (*1533)              | kán: 1583, †1598. február 4.  | Iszkandar fia.                                  |
| Sajbánidák | Abdalmumin (*1568. január 16.)    | kán: 1598, †1598 júliusa      | Abdalláh fia.                                   |
| Sajbánidák | II. Pír Mohammed (Kucsum) (*1550) | kán: 1598, †1601              | Szulejmán fia, Abdalmumin unokatestvére.        |

## Fordítás
- Ez a szócikk részben vagy egészben  a(z)   Шейбаниды#Шейбаниды Мавераннахра című orosz Wikipédia-szócikk fordításán alapul.  Az eredeti cikk szerkesztőit annak laptörténete sorolja fel. Ez a jelzés csupán a megfogalmazás eredetét és a szerzői jogokat jelzi, nem szolgál a cikkben szereplő információk forrásmegjelöléseként.